# Detektiv Megla
Drama Detektiv Megla je delo slovenskega pisatelja in dramatika Jožeta Kranjca.

## Osebe
- Andrejc, župan sabočevske občine
- Tinka, njegova hči
- Jernej, Tinkin ljubi
- Cukala, Petrač, Čepon, odborniki
- Hlačar, učitelj
- Megla, detektiv
- Eleonora, njegova žena
- Urh, birič
- Orožnik
- Režiser

## Vsebina

### 1. dejanje
Na občino je prišel dopis, da je treba prijeti državi nevarnega elementa, odborniki sklenejo, da bodo za ta posel najeli detektiv, čeprav jih malo skrbi, da ne bi vtaknil nosu tudi v njihove zadeve, ki naj bi ostale med njimi. Tinka ima svoje skrbi, njen Jernej bo danes prišel snubit, oče pa o njem nič ne ve in jo sili v zakon s starim Petračem … Jernej res pride, ušel je bil, ker so ga zaprli zaradi razširjanj opozicijskih letakov, zato se mu hudo mudi urediti svojo zadevo; vendar ga Tinka v strahu pred očetom prepriča, da se pritaji. Vtem prispe Megla z ženo; seveda prikriva svojo identiteto, tako da so odborniki prepričani, da je zločinec on, za detektiva pa imajo Jerneja. Andrejc Jerneju močno piha na dušo in mu razkriva grdobije svojih kompanjonov.

### 2. dejanje
Tinka prepriča Jerneja, naj prizna resnico in prestane kazen, nato se bosta poročila, počakala ga bo pri teti v mestu, da se izogne Petraču. Jernej je tik na trem, da to pred Meglo stori, ko pridejo odborniki in po hudem boju s pomočjo biriča zvežejo detektivski par, ne da bi se zmenili za Jernejeve glasne ugovore.

### 3. dejanje
Andrejc se odpelje na Pako po orožnike, ki naj bi prišli po zločinca, odborniki, ki (pravilno) sklepajo, da jih bo župan očrnil pri redarstvu, sklenejo očrniti njega, Jerneju kot domnevnemu detektivu razkrijejo vse županove grehe. Jernej pusti pismo za župana in se odpelje, z njim na skrivaj odpotuje tudi Tinka. Odborniki seveda pismo odprejo in zvedo, kako so ga lomili. Meglo in Eleonoro izpustijo, orožnik pa prinese vest, da je vlada padla, zmagala je opozicija in razglasila amnestijo za vse politične prestopnike. Župan se takoj znajde: Jernej bo imel zdaj besedo, treba mu je takoj poslati očetovski blagoslov, pa bo Andrejc ostal, kar je bil, vsi grehi bodo pozabljeni in odpuščeni! Na koncu režiser prebere občinstvu še avtorjevo sporočilo: Igra ni povedala nič novega, podobne reči se godijo vsepovsod po naši domovini in so žalostne, da bi človek mižal. Vendar pa se je avtor rajši odločil za veseloigro, manj težko mu je, če jih vidi smejoče, ko govori resnico. Pa lahko noč vsem!

## Uprizoritve
Prvi zabeležen datum uprizoritve je 23. januar 1939 v Mestnem gledališču Ptuj.